# Eddie Pérez
Pour les articles homonymes, voir Pérez.
Eduardo Rafael Pérez (né le 4 mai 1968 à Ciudad Ojeda (en), Zulia, Venezuela) est un ancien receveur de baseball qui évolue dans la Ligue majeure de baseball de 1995 à 2005. Dans 9 de ces 11 saisons, il joue pour les Braves d'Atlanta, avec qui il remporte la Série mondiale 1995 et est élu joueur par excellence de la Série de championnat 1999 de la Ligue nationale.
Depuis 2007, Eddie Pérez fait partie du personnel d'instructeurs des Braves.

## Carrière
Eddie Pérez signe son premier contrat professionnel en 1986 avec les Braves d'Atlanta. Il fait ses débuts dans le baseball majeur le 10 septembre 1995, rejoignant l'équipe juste à temps pour les séries éliminatoires qui se terminent par la conquête de la Série mondiale 1995 par Atlanta. Bien qu'il soit sur l'effectif des Braves cet automne-là, il ne joue aucun match éliminatoire. Durant ses années avec le club, Pérez est habituellement le second receveur des Braves et il s'impose comme un substitut de qualité à Javy López ainsi que comme receveur attitré de la star de la rotation de lanceurs partants de l'équipe, Greg Maddux.
C'est en 1999 qu'il joue le plus grand nombre de matchs avec les Braves. Il dispute 104 parties, assumant le travail derrière le marbre lorsque López subit en juillet une opération au coude qui met fin à sa saison. Pérez brille en matchs d'après-saison et est nommé joueur par excellence de la Série de championnat 1999 de la Ligue nationale après avoir frappé 10 coups sûrs dont 2 circuits en 20 présences au bâton et récolté 5 points produits en 6 matchs de la série face aux Mets de New York. Dans le second match, son circuit de deux points lance une manche où les Braves comptent 4 fois, en route vers une victoire de 4-3. Dans le 6e match, où les Braves éliminent les Mets à Atlanta, Pérez lance en 8e manche le ralliement qui permet à son club d'égaliser le score,, en route vers une victoire de 10-9 en 11 manches. La moyenne au bâton de Pérez dans cette série se chiffre à ,500 tandis que tous les autres frappeurs des Braves ne frappent collectivement que pour ,194,.
Pérez ne joue que 7 matchs pour Atlanta en 2000 et 5 en 2001. La saison suivante, il est échangé aux Indians de Cleveland contre un joueur de ligues mineures. En 2003, il est le receveur titulaire des Brewers de Milwaukee et dispute 107 matchs, son total le plus élevé en une année. Il en profite pour compiler ses records personnels de coups sûrs (95), de circuits (11) et de points produits (45) en une saison. Il retourne ensuite chez les Braves pour les deux dernières saisons d'une carrière qui se termine en 2005.
En 11 ans dans les majeures, Eddie Pérez a disputé 564 matchs, dont 415 avec Atlanta. Il compte 386 coups sûrs, dont 85 doubles, deux triples et 40 circuits, et totalise 172 points produits et 137 points marqués. Sa moyenne au bâton en carrière s'élève à ,253. Il participe aux séries éliminatoires chaque année de 1996 à 1999 avec les Braves, ainsi qu'à l'automne 2004. En 30 matchs d'après-saison, il a maintenu une moyenne au bâton de ,299 avec 20 coups sûrs, dont deux doubles et trois circuits, et 12 points produits. Membre de l'effectif des champions de la Série mondiale 1995, il entre en jeu dans les Séries mondiales de 1996 et 1999, perdues par les Braves face aux Yankees de New York.
En 2007, il est engagé au sein du personnel d'instructeurs des Braves d'Atlanta comme receveur de l'enclos de relève et est toujours en fonction en 2014.